# Джонс, Гарет
Га́рет Ри́чард Вон Джонс  (англ. Gareth Richard Vaughan Jones; 13 августа 1905 — 12 августа 1935) — британский журналист, уроженец Уэльса. Получил известность, сделав достоянием мировой общественности факт массового голода в СССР в 1932—1933 годах, прежде всего о Голодоморе в УССР.
Примерно тогда же правду о голоде в СССР пытался рассказать журналист Малкольм Маггеридж, но его заметки, появившиеся в газете The Manchester Guardian, подверглись очень сильным сокращениям и редакторской правке, были опубликованы без подписи и прошли незамеченными на фоне сообщений о росте антисемитских проявлений в Германии.

## Биография
Гарет Джонс родился 13 августа 1905 года в Барри (Гламорган, Уэльс). Его отец майор Эдгар Джонс был директором школы округа Барри, в которой учился его сын. Его мать в 1889—1892 годах была гувернанткой детей Артура Хьюза, сына валлийского сталелитейного промышленника Джона Хьюза, основавшего Юзовку. Рассказы матери о счастливых годах, проведённых в России, вызвали у Джонса горячее желание посетить СССР и особенно Украину. Ради этого он начал прилежно заниматься иностранными языками.
В 1922 году Джонс посетил Вильно. Он собирался побывать в СССР в 1927 году, но летом того же года Великобритания разорвала дипломатические отношения с СССР. Джонс нанялся кочегаром на углевоз и добрался до Риги, где провёл лето, обучаясь русскому языку в бедной семье русских эмигрантов.
В 1926 году Джонс окончил Уэльский университет в Аберистуите со степенью первого класса по французскому языку, а в 1929 году — Тринити-колледж в Кембридже со степенью отличия первого класса по французскому, немецкому и русскому языкам.

### Журналистская карьера
В 1929 году дипломатические отношения Великобритании с СССР были восстановлены. В январе 1930 года Джонса взял к себе на работу в должности консультанта по международным делам бывший премьер-министр Великобритании Ллойд Джордж, и Джонс начал планировать поездку в СССР. В августе того же года поездка состоялась. Юзовка к тому времени уже была переименована в Сталино. Проведя там всего один день, он отправился в Кисловодск, а перед самым отъездом принимающая сторона свозила Джонса в образцовый совхоз «Гигант № 2», оснащённый самой передовой по тому времени техникой.
Вернувшись в Берлин, Джонс написал родителям о том, с чем он столкнулся в СССР:

… Ситуация на Украине (и в целой России) ужасная; всё паршиво, еды нет, есть только хлеб; угнетение, несправедливость, нищета среди рабочих и 90 % недовольных. Я повидал кое-что настолько плохое, что меня просто бесит, когда я думаю о том, как люди типа Бернарда Шоу ездят туда, где их водят за нос, они едят вдоволь, после чего они возвращаются и называют Россию райским местом. Зима принесёт огромные страдания, люди голодают. Местное правительство — самое жестокое в мире. Крестьяне ненавидят коммунистов. В этом году тысячи и тысячи лучших людей России были сосланы в Сибирь и в тюрьму на Соловках. В Донбассе условия невыносимые. Тысячи людей уезжают. Одна причина, почему я уехал из Хьюзовки так быстро, — в том, что мне из еды удалось отыскать лишь батон хлеба — больше до семи часов мне было нечего поесть. Многие украинцы настолько ослабли, что не в состоянии работать. Мне их ужасно жалко.
Тем не менее во многих отраслях промышленности удалось добиться огромного прогресса, и есть большие шансы, что с завершением пятилетки Россия может стать преуспевающей. Но прежде, чем это произойдёт, предстоят огромные страдания, многочисленные бунты и многие смерти.

Коммунисты добились отличных результатов в области образования, гигиены и борьбы с пьянством… Цены чудовищные, и ботинок и пр. не найти. В магазинах нет ничего. Коммунисты были ко мне очень добры, и я прекрасно провёл время.
По возвращении домой Джонс отправился к своему работодателю, Ллойд Джорджу. Лорд Лотиан, под впечатлением от рассказов молодого человека о жизни в СССР, лично отвёл Джонса к редактору престижной газеты The Times, где вскоре было опубликовано несколько его заметок. В апреле 1931 года ещё одна серия публикаций, посвящённых первой советской пятилетке, появилась в валлийской газете Western Mail. Первый пятилетний план, осуществление которого было начато в 1928 году, Джонс назвал «третьим актом большевистской революции».
В своих статьях Джонс предоставил читателям глубокий анализ не только предпосылок и первых достижений «Великого перелома», но и многообразных проблем, связанных с переходом к форсированной индустриализации и коллективизации сельского хозяйства. Уже тогда он указывал на обострившуюся борьбу внутри партийно-политического руководства СССР и описывал лишения, выпавшие на долю 158-миллионного населения страны, осуществляющей переход к командно-плановой экономике.
Весной 1931 года д-р Айви Ли (Ivy Lee), нью-йоркский консультант по связям с общественностью, сотрудничающий с Rockefeller Institute, Chrysler foundation и Standard Oil, предложил Джонсу отправиться в СССР и написать книгу об увиденном. Летом Гарет Джонс и Джек Хайнц совершили шестинедельную поездку по индустриальным стройкам СССР, побывав в том числе на Урале, в Сибири и на Украине. По итогам этой поездки Хайнц выпустил (без указания авторства) книгу «Опыты в России — 1931: Дневник» (англ. Experiences In Russia in 1931: A Diary), основанную на дневниковых записях, сделанных Джонсом. Уже тогда Джонс и Хайнц получили возможность лично увидеть голодающих крестьян и из первых уст услышать об их недоедании, вызванном проблемами, к которым привела коллективизация. Находясь в СССР, Гарет взял интервью у Карла Радека и Надежды Крупской.
В октябре 1931 года Джонс опубликовал в Times ещё три статьи о жизни в СССР.
В США Джонс оставался до весны 1932 года, когда в результате экономического спада, вызванного Великой депрессией, его уволили, и Джонс вернулся на работу к Ллойд Джорджу. Бывший премьер-министр был занят своими военными мемуарами, а Джонс для него обрабатывал многочисленные секретные документы времён Первой мировой войны.
Осенью 1932 года за границу начали доходить слухи о масштабном продовольственном кризисе на Украине. В сентябре Джонс в письме Айви Ли сообщил, что встретил знакомого корреспондента, который сказал ему: «Советское правительство столкнулось с самым жестоким кризисом с 1921 года. Урожай погиб, и этой зимой миллионам людей грозит голод. На Украине голод уже начался». Эти слухи подтверждали и многие другие иностранцы, посещавшие СССР. Так, профессор Менкен (Jules Menken) из Лондонской школы экономики расценивал увиденное им в Советском Союзе как «полный крах марксизма» и предрекал, что в течение предстоящей зимы миллионы жителей СССР могут умереть от голода в связи с провальной политикой в области сельского хозяйства и некомпетентностью.
Приходящие из СССР трагические известия побудили Джонса написать две статьи под общим заглавием «Будет ли суп?» (Will there be Soup?), которыми он попытался привлечь внимание общественности к угрозе массового голода в СССР. Материалы были опубликованы 15 и 17 октября в Western Mail. Работая над этими статьями, Джонс опирался на впечатления от прежних поездок и материалы из свежих номеров газеты «Известия».
Джонс стал планировать поездку в СССР, чтобы своими глазами увидеть происходящее. Той же осенью глава московского бюро New York Times Уолтер Дюранти опубликовал статью «Кризис в обобществлённом сельском хозяйстве» (англ. The Crisis in the Socialisation of Agriculture), в которой признал, что «пятилетний план натолкнулся на неожиданное препятствие — серьёзную и растущую нехватку продовольствия как в городе, так и в селе». В той же самой статье, однако, он заявил: «Реального голода нет, и вряд ли он случится».
В январе 1933 года Джонс закончил работу над «Военными мемуарами» Ллойда Джорджа. В конце января — начале февраля он находился в Германии, освещая для Western Mail приход нацистов к власти. В частности, он был в Лейпциге в день, когда Адольф Гитлер был назначен канцлером. Несколькими днями позже, 23 февраля, Джонс стал первым иностранным журналистом, который сопровождал Гитлера и Геббельса в поездке на митинг во Франкфурте, где Гитлера ожидал восторженный приём сторонников. Во Франкфурт нацистские лидеры и журналисты летели на 16-местном Richthofen — самом скоростном и самом мощном самолёте, построенном в Германии.

#### Сообщение о голоде в СССР
С начала 1933 года Джонс публиковал цикл статей, в положительном ключе освещающий приход Гитлера к власти, а в марте того же года отправился в третью (и последнюю) свою поездку в СССР, где (по его утверждению) направился на территорию УССР с целью проверки слухов о голоде и посещал сёла, охваченные массовым голодом в районе Харькова.
Во время этой поездки, как и в предыдущие, ему не запрещали свободно посещать те или иные регионы. Более того, сотрудники правоохранительных органов советовали не находиться на улице в ночное время, так как это небезопасно.
Следом Джонс возвратился в Берлин, где 29 марта 1933 года созвал пресс-конференцию и сделал заявление для прессы о массовом голоде в СССР, перепечатанное многими газетами, включая The Manchester Guardian и The New York Evening Post:

Я прошёл по улицам сёл и 12 колхозов. Везде было слышно стенание: «У нас нет хлеба, мы умираем!» Это стенание было слышно по всей России: на Волге, в Сибири, Белоруссии, на Северном Кавказе, в Средней Азии и Украине. Я прошёл через Чернозёмную область, потому что это когда-то был самый богатый сельскохозяйственный район в России и потому что корреспондентам запретили туда ездить, чтобы они не смогли своими глазами увидеть, что там происходит.
Оригинальный текст (англ.)
I walked along through villages and twelve collective farms. Everywhere was the cry, 'There is no bread. We are dying'. This cry came from every part of Russia, from the Volga, Siberia, White Russia, the North Caucasus, and Central Asia. I tramped through the black earth region because that was once the richest farmland in Russia and because the correspondents have been forbidden to go there to see for themselves what is happening.
13 апреля 1933 года в газете Financial Times Джонс опубликовал статью, в которой заявил, что, по его мнению, основной причиной массового голода весной 1933 года стала коллективизация сельского хозяйства, которая привела к следующим последствиям:
- изъятие земли у более чем двух третей украинского крестьянства лишило его стимулов к труду; кроме того, в предыдущем 1932 году у крестьян был насильственным путём изъят практически весь собранный урожай;
- массовый убой крестьянами скота из-за нежелания отдавать его на колхозные фермы, массовая гибель лошадей из-за нехватки фуража, массовая гибель скота из-за эпизоотий, холода и бескормицы на колхозных фермах катастрофически снизили поголовье скота по всей стране;
- борьба с кулачеством, в ходе которой «6—7 миллионов лучших работников» были согнаны со своих земель, нанесла удар по трудовому потенциалу сельскохозяйственного производства;
- увеличение экспорта продовольствия из-за снижения мировых цен на основные экспортные товары (лес, зерно, нефть, масло и т. д.)[17].

Большинство СМИ, однако, проигнорировали пресс-релиз Джонса. А глава московского бюро New York Times Уолтер Дюранти даже опубликовал в своей газете опровержение под заголовком «Русские недоедают, но не голодают», где ссылался на советские официальные источники и резко критиковал выводы Джонса и его источники.
Уолтер Дюранти годом ранее был удостоен престижной Пулитцеровской премии за свои комплиментарные по отношению к сталинскому режиму репортажи из СССР.

Джонс вступил в полемику с Дюранти, написав в New York Times письмо: 
Первые доказательства я получил от иностранных наблюдателей… Я обсуждал ситуацию в России с 20—30 консулами и дипломатическими представителями разных государств. То, что они мне рассказали, подтверждает мою точку зрения. Но им не позволено высказываться для прессы, поэтому они молчат. Журналистам же писать разрешено, но цензура превратила их в мастеров эвфемизма и преуменьшения. Поэтому они вежливо называют «голод» «нехваткой продовольствия», а «смерть от голода» смягчают формулировкой «участившаяся смертность от болезней от недоедания».
Через некоторое время Дюранти признал, что «нехватка продовольствия» затронула многие зерновые районы страны — Украину, Кубань и Поволжье. Однако, настаивал он, любые сообщения о голоде в России — либо преувеличения, либо пропаганда.
Вскоре[когда?] после этой публикации Максим Литвинов закрыл Гарету Джонсу въезд в СССР, а чуть позже на основании сфабрикованных  показаний его обвинили в шпионаже против СССР. В 1935 году Джонс опубликовал статью с обвинениями Сталина в причастности к убийству Кирова, произошедшему 1 декабря 1934 года в Смольном. Обвинение основывалось на личном мнении Гарета Джонса, фактами находящийся в Берлине с конца марта 1933 года журналист не обладал.

### Гибель
Получив запрет на въезд в Советский Союз, Джонс обратил свое внимание на Дальний Восток и в конце 1934 года отправился в кругосветное путешествие. Он провёл около шести недель в Японии, встречаясь с военными и политиками, после чего выехал в Пекин. Оттуда в компании немецкого журналиста Герберта Мюллера он направился во Внутреннюю Монголию и Маньчжурию, оккупированную незадолго до того Японией. Журналистов задержали японские военные власти и предложили отправиться назад, в китайский город Калган.
По дороге обратно журналисты были схвачены бандитами, которые потребовали в качестве выкупа 200 маузеров и 100 тысяч китайских долларов (по данным The Times, это было эквивалентно примерно 8000 фунтов стерлингов). Мюллер был освобожден через два дня, чтобы организовать выкуп. 1 августа отец Джонса получил телеграмму: «Хорошо. Ожидайте освобождения в ближайшее время». 5 августа The Times сообщила, что похитители переместили Джонса в район в 10 милях (16 км) к юго-востоку от Гуюаня и теперь требуют лишь 10 тысяч китайских долларов (около 800 фунтов стерлингов), и через два дня его снова перевезли — на этот раз в Жэхэ.
8 августа пришло известие, что первая группа похитителей передала его второй группе, и выкуп снова увеличился до 100 тысяч китайских долларов.
Китайское и японское правительства предприняли попытку связаться с похитителями.
17 августа 1935 года «Таймс» сообщила, что накануне китайские власти обнаружили тело Джонса с тремя пулевыми ранениями. Власти считают, что он был убит 12 августа, за день до своего 30-летия.
Через три дня, 20 августа 1935 года «Таймс» сообщила, что убийцы Гарета Джонса были ликвидированы 19 августа китайской милицией: «Во время перестрелки пятеро бандитов были убиты на месте, один был смертельно ранен. Перед смертью умирающий преступник сообщил милиции что мистер Джонс был застрелен потому, что был не в состоянии сопровождать своих похитителей». «Также этот человек заявил что банда постоянно находилась в бегах, в течение нескольких дней едва успевала остановиться, чтобы поесть. В конце концов пленник был так измучен усталостью и голодом, что отказался снова садиться на лошадь, и поэтому им пришлось застрелить его, чтобы не стеснять своих движений». В официальном рапорте милиции говорилось о том, что сведения в жандармерию передал местный пастух, который услышал три выстрела, а впоследствии нашёл тело Гарета с пулевым ранением в шею и ещё двумя в грудь. «Таймс» неоднократно писала, что убийцами были китайцы.
Существует версия, что убийство Джонса было организовано НКВД в качестве мести за неприятности, которые Джонс доставил советскому режиму.
26 августа 1935 года лондонская газета Evening Standard разместила письмо Ллойд Джорджа в память о Джонсе.

## Награды
- Орден «За заслуги» III степени (19 ноября 2008 года, Украина, посмертно) — за весомый личный вклад в донесение до мирового сообщества правды о геноциде украинского народа во время Голодомора 1932—1933 годов, активное участие в проведении Международной акции чествования памяти жертв Голодомора 1932—1933 годов «Неугасимая свеча»[29]

## Память
Память о Гарете Джонсе поддерживается на Украине и в Уэльсе, где ему посвящены памятники и мемориальные доски.
В ноябре 2009 года дневники с записями о голоде в СССР 1932—1933 годов, впервые были выставлены в Кембриджском университете.
30 июля 2020 года именем Гарета Джонса назван переулок и улица в Шевченковском районе Киева.
В 2008 году украинский режиссёр Сергей Буковский снял документальный фильм «Живые» о голоде 1932—1933 годов и попытках Гарета Джонса рассказать о нём на Западе.
Премьера фильма состоялась 21 ноября 2008 года в киевском Доме кино. В феврале 2009 года фильм был показан на Берлинском кинофестивале.
В 2019 году вышел на экраны биографический художественный фильм «Гарет Джонс», поставленный польским режиссёром Агнешкой Холланд.
В сентябре 2019 года фильм получил Гран-при на 44-м Гдыньском кинофестивале